# ジョナサン・M・ハウス
ジョナサン M. ハウス（Jonathan M. House 1950年6月22日- ） は、アメリカの軍事史家、著述家、アメリカ陸軍指揮幕僚大学名誉教授（軍事史）。
ハウスはソ連の軍事史のトップクラスの権威のひとりであり、第二次世界大戦と、ソ連が近代作戦ドクトリンに及ぼした影響を特にテーマとしている。デイヴィッド・グランツとともに、東部戦線における赤軍の作戦に関する複数の著書を執筆しており、なかでも『When Titans Clashed: How the Red Army Stopped Hitler』（邦訳：詳解独ソ戦全史、2003年、学研プラス刊）が有名である。

## 経歴
1971年にハミルトン・カレッジを卒業、1975年に歴史学の博士号を取得。ミシガン大学の予備役将校訓練課程（ROTC）を経て士官任命された。アメリカ陸軍情報センター・スクール（1978年、1979-80年）で数多くのコースを受講した後、戦略（アメリカ陸軍指揮幕僚大学、1984年）とインテリジェンス（キングス・カレッジ・ロンドン戦争学部、2017年）の修士号を取得。下士官時代は陸軍機甲学校、アメリカ陸軍情報センター・スクール、アメリカ陸軍指揮幕僚大学で教鞭をとった。
ハウスは1991年と2003年のイラクでの戦争時に、ペンタゴンの統合参謀本部で情報分析官を務めた。軍情報部の大佐として退役。著書に『Toward Combined Arms Warfare: a Survey of 20th-century Tactics, Doctrine, and Organization』（諸兵科連合戦争へ向けて：20世紀の戦術、ドクトリン、組織に関する調査、1984年）、『A Military History of the Cold War』（冷戦の軍事史、2012年、2020年の全2巻）、『Controlling Paris: Armed Forces and Counter-Revolution,1789-1848』（パリの支配：軍隊と反革命、2014年）、『Intelligence and the State』（情報と国家、2022年）がある。

## 独ソ戦の歴史家として
ハウスはデイヴィッド・グランツと共に、東部戦線の軍事史に関する数冊の本を著した。『Battle of Kursk』（クルスクの戦い、1999年）、『To the Gates of Stalingrad: Soviet-German combat operations, April–August 1942』（スターリングラードの門へ: ソ連とドイツの戦闘作戦、1942年4月から8月、2009年）、『Armageddon in Stalingrad: September–November 1942』（スターリングラードでのハルマゲドン: 1942年9月から11月、2009年)、そして『Endgame at Stalingrad』（スターリングラードの終盤戦、2014年）である。 2017年には『Stalingrad』（スターリングラード）という簡潔な題名の分担執筆書の主著者となった。以上の本は、すべてカンザス大学出版局から出版された。
デイヴィッド・グランツとの最初の共著である『When Titans Clashed』は、1995年の初版刊行時に、H-Netのあるレビューで「すべての大学図書館とすべての第二次世界大戦の歴史家の棚にあるべき本」と評価された。この本は2015年に増補版が刊行され、軍事史家のスティーブン・ザロガは「第二次世界大戦における赤軍の戦闘記録に関する最良の概説書」と評している。